# 張維為
張 維為（ちょう いい、1958年12月23日 -）は、中華人民共和国の政治学者で、復旦大学の国際関係学の教授、同大学の中国研究院の院長を務めている。張は、中国の経済・政治改革、中国の発展模式、比較政治学について、英語と中国語で幅広く執筆している。

## 経歴
張は6人兄弟の末っ子である。文化大革命（1966年～1976年）の時、兄妹は皆、新疆生産建設兵団に行き、彼は政策的に上海に残った。1975年、17歳のときに上海第二彫塑工場（上海雕刻二厂）に工員として採用された。その後、文革の終了とともに高考が再開され、1977年に復旦大学の外国語学部に入学した張は、学部長を説得して国際政治学の講義を聴講したという。1981年から1983年までは、北京外国語大学の大学院で翻訳を専攻していた。
1983年から1988年まで中華人民共和国外交部の英語通訳を務め、1980年代半ばには、鄧小平や李鵬などの中国の指導者たちの仕事を担当したこともある。
1988年にジュネーブ大学で国際関係学の修士号を取得した後（1990年）、博士号取得を目指し、1994年に博士号を取得しました。博士論文のタイトルは「Ideological Trends and Economic Reform in China, (1978-1993)」である。1998年から2010年まで、国際・開発研究大学院東洋学研究センター上級研究員、2004年から2010年まで、ジュネーブ外交・国際関係大学院客員教授を務める。
2011年6月、アラブの春の中国への波及を予想するフランシス・フクヤマとのディベートの中で、「アラブの冬」を初めて予言し、「私が中東について理解する限りでは、西洋諸国はあまり喜びすぎない方がよいという結論に至っている。それはアメリカの利害に対して甚大な問題を投げかけるだろう。今『アラブの春』と呼ばれているそれは、間もなく中東の冬へと変わるだろうと考えている」と述べた。
2018年、復旦大学中国研究院の上級研究員にロシアのネオ・ユーラシア主義の代表的な論客であるアレクサンドル・ドゥーギンを任命した。

## 著書

### 単著
- Ideology and Economic Reform under Deng Xiaoping, (London: Kegan Paul, 1996).
- 英汉同声传译，(中国对外翻译出版公司, 1999).
- Transforming China: Economic Reform and its Political Implications, (London: Palgrave Macmillan, 2000).
- Reshaping Cross-Strait Relations: Ideas and Reflections, (Geneva: CAS, 2006).
- The China Wave: Rise of a Civilizational State, (World Century Publishing Corporation, 2012).
- The China Horizon: Glory and Dream of a Civilizational State, (World Century Publishing Corporation, 2015).
- 文明型国家，(上海人民出版社, 2017).

### 編著
- 国际视野下的中国道路和中国梦, (学习出版社, 2015).
- 中国特色社会主义, (上海人民出版社, 2020).